# Kryteria McDonalda
Kryteria McDonalda – opublikowane w 2001 roku kryteria rozpoznania stwardnienia rozsianego opracowane przez International Panel on MS Diagnosis pod kierunkiem W. Iana McDonalda; zamieszczone w Annals of Neurology.

## Rys historyczny
Z uwagi na bogatą symptomatologię stwardnienia rozsianego brak jest swoistego testu, badania laboratoryjnego czy neuroobrazowego, które mogłoby pozwolić na jednoznaczne postawienie diagnozy. Jednocześnie wraz z postępem w leczeniu modyfikującym przebieg choroby konieczne stało się sprecyzowanie schematów diagnostycznych pozwalających na wczesne postawienie diagnozy i wdrożenie stosownej terapii.
Pierwsze przyjęte kryteria opublikowano w 1965 roku na podstawie prac Panel on the Evaluation of Experimental Trials of therapy in Multiple Sclerosis pod kierunkiem George'a A. Schumachera. Zawarta w nich konieczność udowodnienia rozsiania objawów choroby w czasie i przestrzeni oraz zastrzeżenie wykluczenia innych możliwych i lepiej tłumaczących objawy przyczyn choroby, stanowią podstawę kolejnych zaleceń diagnostycznych i obowiązują do dziś.
Opublikowane w 1983 roku kryteria Posera opierały się przede wszystkim na analizie przebiegu występowania kolejnych rzutów. Najważniejszym badaniem dodatkowym było badanie płynu mózgowo-rdzeniowego. Na tej podstawie pacjentów można było zakwalifikować do jednej z pięciu grup:
1. Klinicznie pewne SM (wystąpienie dwóch rzutów choroby z objawami z dwóch ognisk)
2. Wsparte badaniami laboratoryjnymi pewne SM
3. Klinicznie prawdopodobne SM
4. Poparte laboratoryjnie prawdopodobne SM
5. Nie SM

Upowszechnienie badania MR spowodowało konieczność weryfikacji dotychczas obowiązujących kryteriów diagnostycznych. W 2000 roku International Panel on MS Diagnosis opracował nowe kryteria, które obecnie znane są jako Kryteria McDonalda. Zdecydowaną różnicą było włączenie do schematu diagnostyki badania MR mózgowia i rdzenia kręgowego oraz opracowanie metod rozpoznania pierwotnie postępującej postaci SM. Do kryteriów włączono gotowe już radiologiczne zalecenia Barkhoffa i Tintoré służące rozpoznaniu rozsiania zmian demielinizacyjnych w czasie i przestrzeni. Dzięki zaleceniom Panelu, po wykluczeniu innych chorób, chorych można zakwalifikować do jednej z trzech grup:
1. Stwardnienie rozsiane
2. Możliwe SM (z zaleceniem ostrożnego i ograniczonego stosowania tego terminu)
3. Nie SM

Ze względu na dość skomplikowane procedury rozpoznania i konieczność powtarzania badań neuroobrazowych w ściśle określonym czasie, w 2005 roku zaproponowano (Jerry S. Wolinsky i wsp.) uproszczenie wytycznych co do obrazu klinicznego i badań dodatkowych.

## Aktualne kryteria
W 2017 roku opracowano ostatnią modyfikację kryteriów McDonalda (sam W. Ian McDonald zmarł w 2009 roku). Oparto się w nich na nowych badaniach wieloośrodkowej grupy MAGNIMS (magnetic imaging in multiple sclerosis) nad zastosowaniem MR w diagnostyce SM z 2007 roku, które zdecydowanie upraszczają udowodnienie rozsiania choroby w czasie i przestrzeni. Obecnie za dodatni wynik badania MR uznaje się wykazanie co najmniej jednej zmiany hyperintensywnej w obrazach T2 w co najmniej dwóch lokalizacjach typowych dla SM:
- podkorowo,
- okołokomorowo,
- podnamiotowo
- w rdzeniu kręgowym.

Zastosowanie nowych kryteriów pozwala wyróżnić cztery sytuacje kliniczne upoważniające do rozpoznania rzutowo-remisyjnej postaci SM:
1. Przebycie co najmniej 2 rzutów choroby o objawach z co najmniej dwóch różnych ognisk upoważnia do rozpoznania bez badań dodatkowych,
2. Przebycie co najmniej 2 rzutów (spełnione kryterium rozsiania w czasie) ale z objawami z jednego ogniska wymaga również udowodnienia rozsiania w przestrzeni, więc badanie MR powinno wykazać co najmniej po jednym ognisku w czasie T2 zależnym w co najmniej dwóch typowych lokalizacjach (jak wyżej)
3. Przebycie jednego rzutu z objawami neurologicznymi z dwóch lub więcej ognisk (spełnione kryterium rozsiania w przestrzeni) wymaga wykazania rozsiania w czasie; badanie MR musi uwidocznić zmiany różnoczasowe, a więc współistnienie wzmacniających się, aktywnych ognisk wraz z ogniskami nieaktywnymi. Można też wykazać wystąpienie nowych ognisk w kolejnym badaniu MR (w kryteriach z 2010 roku zrezygnowano z określenia minimalnego odstępu czasu między badaniami) lub czekać na kolejny rzut choroby.
4. Przebycie jednego rzutu z objawami z jednego ogniska (tzw. CIS – Clinically Isolated Syndrome) wymaga dowodów na rozsianie w czasie (wykazanie jednoczesnej obecności bezobjawowego wzmacniającego się ogniska oraz ogniska niewzmacniającego się w dowolnym czasie po rzucie lub stwierdzenie nowego ogniska w następnym badaniu) oraz rozsiania w przestrzeni (wykazanie co najmniej jednego ogniska hyperintensywnego w T2 w co najmniej dwóch z czterech typowych lokalizacji) lub oczekiwanie na kolejny rzut choroby.

Ponadto International Panel on MS Diagnosis zaproponował kryteria rozpoznania dla pierwotnie postępującej postaci SM:
- A: Roczny postęp choroby oceniony za pomocą wywiadu lub obserwacji oraz dwa z trzech poniższych kryteriów:
- B:

Stwierdzenie w badaniu MR co najmniej jednego ogniska hyperintensywnego w T2 w jednej z typowych lokalizacji
Stwierdzenie co najmniej dwóch ognisk hyperintensywnych w T2 w rdzeniu kręgowym
Stwierdzenie w płynie mózgowo-rdzeniowym co najmniej dwóch prążków oligoklonalnych innych, niż w surowicy i/lub dodatniego wyniku badania indeksu immunoglobulin.